# Paramount Global Content Distribution
Paramount Global Distribution Group (anteriormente CBS Paramount International Television e CBS Studios International e ViacomCBS Global Distribution Group) é a divisão multinacional de distribuição e produção de programas televisivos de propriedade da Paramount Global. Foi formada em 2006 pela Viacom como CBS Paramount International Television, através da fusão entre duas empresas de televisão, CBS Broadcast International e Paramount International Television. Desde 26 de setembro de 2006, a empresa fez parte do CBS Television Distribution Group. Em maio de 2009, a CBS Paramount International Television foi renomeada para CBS Studios International. Em 2019, tornou-se ViacomCBS Global Distribution Group.
A empresa distribui os acervos da CBS Studios, Showtime Networks, CBS Media Ventures e Paramount Television Studios, Paramount+ e Paramount Media Networks.
Após o rebranding da ViacomCBS para Paramount Global em 16 de fevereiro de 2022, a empresa foi renomeada como Paramount Global Distribution Group.

## História
O Paramount Global Distribution Group foi originalmente estabelecido como Desilu International em 1962.
A CBS Broadcast International foi formada em 1981 para vender programas de notícias, esportes e entretenimento produzidos pela CBS para mercados estrangeiros, bem como para mercados de não ligados à radiodifusão e de novas tecnologias nos EUA.
Foi combinada na CBS Worldwide Enterprises, e mais tarde combinada com a CBS Theatrical Films na unidade de marketing CBS Productions (não relacionada à empresa posterior de mesmo nome) em 17 de dezembro de 1984. No verão de 1985, a CBS Productions, a CBS News e a Columbia House formaram uma parceria para produzir The Vietnam War com Walter Cronkite em videocassete.
Mais tarde naquele ano, a CBS fechou sua unidade de produção cinematográfica, e a CBS Broadcast International foi separada da unidade de produção depois que eles tiveram que fechar o negócio cinematográfico, restaurando a marca CBS Broadcast International. Em 1988, houve planos de fornecer o CBS Evening News ao BSB em 1989.
A CBS Broadcast International produziu os episódios sindicados da versão de 1985 de The Twilight Zone, que foi então em parceria com a MGM/UA Telecommunications através de um acordo assinado em 1987, para distribuir episódios das duas temporadas já exibidas da série, além de 30 novos episódios sindicados de primeira exibição para formar um pacote de 90 episódios. Naquele ano, no final de outubro de 1987, a CBS Broadcast International anunciou que adquiriria direitos de TV e outras mídias para quatro filmes vencedores do Oscar que foram produzidos por Arthur Cohn, ou seja, La diagonale du fou, La Victoire en chantant, Il giardino dei Finzi-Contini e Le Ciel et la boue, e havia anunciado planos para distribuir o CBS Evening News com Dan Rather, que seria exibido com atraso no canal italiano Tele Monte Carlo.
Em 1997, a CBS Broadcast International e a Virgin Media Television lançaram uma parceria de programação para o mercado global. Pouco depois, em 1998, a CBS Broadcast International nomeou Stephanie Pacheco diretora-gerente de vendas internacionais.
A Paramount International Television foi originalmente formada em 1962, primeiro como Desilu International, depois em 1968 como Paramount Television International, inicialmente uma subsidiária da Desilu Productions, mais tarde Paramount Television, para lidar com as vendas internacionais das produções Desilu/Paramount. Bruce Gordon foi o gerente da empresa desde 1962. A empresa co-produziu com a Ten Network, The Lost Islands em 1975. Em 1983, adquiriu os direitos de distribuição da minissérie australiana Return to Eden.
Em 1986, a unidade de distribuição internacional teve uma parceria que explorou os direitos das propriedades do Madison Square Garden, até então também propriedade da Paramount Communications. Em 1987, a empresa, juntamente com a MCA TV International, assinou um acordo com a Televisão Central da China, para oferecer um total de 100 horas de dramas, que combinados, representam a maior licença até então, tornando os dois estúdios de Hollywood os maiores fornecedores para produtores estrangeiros na TV chinesa. Em 1990, a Paramount e a CBS foram apontadas como possíveis investidoras para rede de TV australiana Nine.

Logotipo da CBS Studios International (2009-2020)

Em 2000, foi co-produtor da Lionsgate para desenvolver Jeremiah, mas foi substituído pela MGM.

Logotipo do ViacomCBS Global Distribution Group

A CBS Paramount International Television foi formada em agosto de 2004 como resultado de uma fusão entre duas empresas de televisão, a CBS Broadcast International e a Paramount International Television. A direção ficou a cargo de Armando Nuarez Jr. Após a divisão da Viacom em 2006, a CBS Paramount International Television acabou sendo transferida para a CBS Corporation. Enquanto isso, os direitos televisivos de filmes feitos pela Paramount Pictures foram posteriormente distribuídos pela Trifecta Entertainment and Media a partir do mesmo ano; os direitos de TV dos filmes da Paramount retomados após a refusão da Viacom com a CBS Corporation em 2019.
Em maio de 2009, após a expiração da licença de uso do nome Paramount, a CBS Corporation renomeou a unidade para para CBS Studios International.
Em 14 de setembro de 2009, foi revelado que a CBS Studios International fechou um acordo de empreendimento conjunto com a Chellomedia para lançar seis canais da marca CBS no Reino Unido durante 2009. Os novos canais substituiram Zone Romantica, Zone Thriller, Zone Horror e Zone Reality. CBS Reality, CBS Reality +1, CBS Drama e CBS Action foram lançados em 16 de novembro de 2009, substituindo Zone Reality, Zone Reality +1, Zone Romantica e Zone Thriller, respectivamente. Em 5 de abril de 2010, Zone Horror e Zone Horror +1 foram renomeados como Horror Channel e Horror Channel +1.
Em 2010, a CBS Studios International entrou em uma joint venture igual com a Reliance Broadcast Network Limited para formar a Big CBS Networks Pvt. Ltd. A associação opera um canal de entretenimento geral, Big CBS Prime; um canal voltado para jovens, Big CBS Spark, e um canal voltado para mulheres e casais, Big CBS Love. Os canais foram descontinuados em 2013.
Em janeiro de 2011, a CBS Studios International fez parceria com a empresa australiana Ten Network Holdings para lançar o canal digital gratuito Eleven. A CBS Studios International detinha uma participação de 33% na empresa de joint venture ElevenCo.  A Ten Network Holdings entrou em administração voluntária em junho de 2017. Isso levou a CBS a adquirir a totalidade da Network Ten em novembro de 2017.  A rede tornou-se uma divisão da CBS Studios International.
Em 1º de agosto de 2012, a Chellomedia revelou que as versões européias dos canais Zone Romantica, Zone Reality e Club TV seriam renomeadas como CBS Drama, CBS Reality e CBS Action.
Após o acordo de refusão entre a CBS e a Viacom para formar a ViacomCBS em 2019, a CBS Studios International e a Viacom International Studios foram reintegradas e se tornaram o ViacomCBS Global Distribution Group.
Em 16 de fevereiro de 2022, depois que a ViacomCBS foi renomeada como Paramount Global, a empresa foi renomeada como Paramount Global Distribution Group, marcando o retorno do nome Paramount pela primeira vez em 17 anos.

## Paramount International
A Paramount International era uma subsidiária da Paramount Global, fundada como Viacom International Inc. em 1971.
A linha de negócios da empresa era responsável pelos direitos autorais e marcas associadas aos seus sites corporativos, aplicativos e redes a cabo, especificamente sua divisão de Media Networks, e era a divisão que licenciava os direitos dos produtos para suas diversas propriedades, incluindo também a divulgação de programas de televisão.
Antes de 1986, a Viacom International era a empresa-mãe da Viacom e do acervo de antigos programas de televisão da CBS. Antes da fusão com a CBS Corporation em 1999, ela também atuou como subsidiária para operação das estações de televisão de propriedade da Viacom; por exemplo, WVIT em New Britain, Connecticut, atualmente uma emissora própria da NBC para a praça de Hartford, de propriedade da Viacom de 1978 a 1997, recebeu sua sigla a partir da Viacom International.
Desde a segunda fusão entre a Viacom e a CBS em 2019, essa subsidiária foi renomeada em 2021 como ViacomCBS International Inc., mais tarde renomeada para seu nome atual, antes de finalmente ser dissolvida e suas operações incorporadas ao Paramount Global Distribution Group.
No entanto, a Viacom International Inc. segue como um selo da Paramount Global Distribution Group.